# Бертіль Тальберґ
Бертіль Тальберґ (фін. Bertil Tallberg, 17 вересня 1883 — 20 квітня 1963) — фінський яхтсмен.
Бронзовий призер Олімпійських Ігор 1912 року в класі 8 метрів.